# Oberleitungsbus Cambridge
| \| \| \| Depot \| \| \| \| \| Massachusetts Avenue & North Cambridge Carhouse Gate 77A \| \| \| \| \| Massachusetts Avenue & Porter Red Line Station \| \| \| \| \| Massachusetts Avenue & Upland Road \| \| \| \| \| Massachusetts Avenue opp Waterhouse Street \| \| \| \| \| \| \| \| \| \| Massachusetts Avenue & Waterhouse Street 71 73 \| \| \| \| \| \| \| \| \| \| Garden Street opp Mason Street (nur Linie 72) \| \| \| \| \| Harvard Upper Busway & Red Line 77A \| \| \| \| \| Harvard Lower Busway & Red Line 77A \| \| \| \| \| Bennett Alley 72 \| \| \| \| \| \| \| \| \| \| Concord Avenue & Huron Avenue \| \| \| \| \| Huron Avenue & Concord Avenue \| \| \| \| \| Huron Avenue & Larch Road \| \| \| \| \| 114 Mount Auburn Street \| \| \| \| \| Mount Auburn Street & Story Street \| \| \| \| \| Mount Auburn Street & Mount Auburn Hospital \| \| \| \| \| Mount Auburn Street & Longfellow Road \| \| \| \| \| Aberdeen Avenue & Mount Auburn Street 72 \| \| \| \| \| Mount Auburn Street opp Homer Avenue \| \| \| \| \| \| \| \| \| \| Belmont Street & Cushing Street \| \| \| \| \| Belmont Street opp Cushing Street \| \| \| \| \| Belmont Street & Oakley Road \| \| \| \| \| Trapelo Road & Belmont Street \| \| \| \| \| Church Street & Lexington Street 73 \| \| \| \| \| 818 Mount Auburn Street \| \| \| \| \| Mount Auburn Street & Parker Street \| \| \| \| \| Mount Auburn Street & Marshall Street \| \| \| \| \| Watertown Square Terminal 71 \| \| |  |                                                          |                                                          |
| U-Bahn-Strecke von links (außer Betrieb) · U-Bahn-Betriebs-/Güterbahnhof Streckenende und quer (Strecke außer Betrieb) |  | Depot                                                    | Depot                                                    |
| U-Bahn-Bahnhof (Strecke außer Betrieb) |  | Massachusetts Avenue & North Cambridge Carhouse Gate 77A | Massachusetts Avenue & North Cambridge Carhouse Gate 77A |
| U-Bahn-Bahnhof (Strecke außer Betrieb) |  | Massachusetts Avenue & Porter Red Line Station           | Massachusetts Avenue & Porter Red Line Station           |
| U-Bahn-Bahnhof (Strecke außer Betrieb) |  | Massachusetts Avenue & Upland Road                       | Massachusetts Avenue & Upland Road                       |
| U-Bahn-Bahnhof (Strecke außer Betrieb) |  | Massachusetts Avenue opp Waterhouse Street               | Massachusetts Avenue opp Waterhouse Street               |
| U-Bahn-Strecke von links (außer Betrieb) · U-Bahn-Abzweig geradeaus und von rechts (Strecke außer Betrieb) |  |                                                          |                                                          |
| U-Bahn-Strecke geradeaus (außer Betrieb) · U-Bahn-Bahnhof (Strecke außer Betrieb) |  | Massachusetts Avenue & Waterhouse Street 71 73           | Massachusetts Avenue & Waterhouse Street 71 73           |
| U-Bahn-Strecke geradeaus (außer Betrieb) · U-Bahn-Abzweig nach links und von links (Strecke außer Betrieb) · U-Bahn-Strecke von rechts (außer Betrieb) |  |                                                          |                                                          |
| U-Bahn-Strecke geradeaus (außer Betrieb) · U-Bahn-Bahnhof (Strecke außer Betrieb) · U-Bahn-Tunnelanfang (Strecke außer Betrieb) |  | Garden Street opp Mason Street (nur Linie 72)            | Garden Street opp Mason Street (nur Linie 72)            |
| U-Bahn-Strecke nach links (außer Betrieb) · U-Bahn-Abzweig geradeaus und nach rechts (Strecke außer Betrieb) · U-Bahn-Bahnhof (Strecke außer Betrieb) (im Tunnel) |  | Harvard Upper Busway & Red Line 77A                      | Harvard Upper Busway & Red Line 77A                      |
| U-Bahn-Strecke (außer Betrieb) · U-Bahn-Bahnhof (Strecke außer Betrieb) (im Tunnel) · U-Bahn-Strecke von links (außer Betrieb) · U-Bahn-Strecke von rechts (außer Betrieb) |  | Harvard Lower Busway & Red Line 77A                      | Harvard Lower Busway & Red Line 77A                      |
| U-Bahn-Strecke (außer Betrieb) · U-Bahn-Tunnelende (Strecke außer Betrieb) · U-Bahn-Strecke geradeaus (außer Betrieb) · U-Bahn-Bahnhof (Strecke außer Betrieb) |  | Bennett Alley 72                                         | Bennett Alley 72                                         |
| U-Bahn-Strecke (außer Betrieb) · U-Bahn-Strecke nach links (außer Betrieb) · U-Bahn-Abzweig quer, nach rechts und von rechts (Strecke außer Betrieb) · U-Bahn-Strecke nach rechts (außer Betrieb) |  |                                                          |                                                          |
| U-Bahn-Bahnhof (Strecke außer Betrieb) · U-Bahn-Strecke (außer Betrieb) |  | Concord Avenue & Huron Avenue                            | Concord Avenue & Huron Avenue                            |
| U-Bahn-Bahnhof (Strecke außer Betrieb) · U-Bahn-Strecke (außer Betrieb) |  | Huron Avenue & Concord Avenue                            | Huron Avenue & Concord Avenue                            |
| U-Bahn-Bahnhof (Strecke außer Betrieb) · U-Bahn-Strecke (außer Betrieb) |  | Huron Avenue & Larch Road                                | Huron Avenue & Larch Road                                |
| U-Bahn-Strecke (außer Betrieb) · U-Bahn-Bahnhof (Strecke außer Betrieb) |  | 114 Mount Auburn Street                                  | 114 Mount Auburn Street                                  |
| U-Bahn-Strecke (außer Betrieb) · U-Bahn-Bahnhof (Strecke außer Betrieb) |  | Mount Auburn Street & Story Street                       | Mount Auburn Street & Story Street                       |
| U-Bahn-Strecke (außer Betrieb) · U-Bahn-Bahnhof (Strecke außer Betrieb) |  | Mount Auburn Street & Mount Auburn Hospital              | Mount Auburn Street & Mount Auburn Hospital              |
| U-Bahn-Strecke (außer Betrieb) · U-Bahn-Bahnhof (Strecke außer Betrieb) |  | Mount Auburn Street & Longfellow Road                    | Mount Auburn Street & Longfellow Road                    |
| U-Bahn-Strecke nach links (außer Betrieb) · U-Bahn-Strecke quer (außer Betrieb) |  | Aberdeen Avenue & Mount Auburn Street 72                 | Aberdeen Avenue & Mount Auburn Street 72                 |
| U-Bahn-Bahnhof (Strecke außer Betrieb) |  | Mount Auburn Street opp Homer Avenue                     | Mount Auburn Street opp Homer Avenue                     |
| |  |                                                          |                                                          |
| U-Bahn-Bahnhof (Strecke außer Betrieb) · U-Bahn-Strecke (außer Betrieb) |  | Belmont Street & Cushing Street                          | Belmont Street & Cushing Street                          |
| U-Bahn-Bahnhof (Strecke außer Betrieb) · U-Bahn-Strecke (außer Betrieb) |  | Belmont Street opp Cushing Street                        | Belmont Street opp Cushing Street                        |
| U-Bahn-Bahnhof (Strecke außer Betrieb) · U-Bahn-Strecke (außer Betrieb) |  | Belmont Street & Oakley Road                             | Belmont Street & Oakley Road                             |
| U-Bahn-Bahnhof (Strecke außer Betrieb) · U-Bahn-Strecke (außer Betrieb) |  | Trapelo Road & Belmont Street                            | Trapelo Road & Belmont Street                            |
| U-Bahn-Kopfbahnhof Streckenende (Strecke außer Betrieb) · U-Bahn-Strecke (außer Betrieb) |  | Church Street & Lexington Street 73                      | Church Street & Lexington Street 73                      |
| U-Bahn-Bahnhof (Strecke außer Betrieb) |  | 818 Mount Auburn Street                                  | 818 Mount Auburn Street                                  |
| U-Bahn-Bahnhof (Strecke außer Betrieb) |  | Mount Auburn Street & Parker Street                      | Mount Auburn Street & Parker Street                      |
| U-Bahn-Bahnhof (Strecke außer Betrieb) |  | Mount Auburn Street & Marshall Street                    | Mount Auburn Street & Marshall Street                    |
| U-Bahn-Kopfbahnhof Streckenende (Strecke außer Betrieb) |  | Watertown Square Terminal 71                             | Watertown Square Terminal 71                             |

Der Oberleitungsbus Cambridge (englisch Cambridge trolleybus, auch englisch trackless trolleys genannt) war der Oberleitungsbus-Betrieb der Stadt Cambridge in den Vereinigten Staaten, der von 1936 bis 2022 bestand. Dort betrieb das Verkehrsunternehmen Massachusetts Bay Transportation Authority (MBTA) vier Linien elektrisch, eine von ihnen führt in die Nachbarstadt Watertown. Ergänzt wurden sie von diversen Omnibuslinien der gleichen Gesellschaft.

## Geschichte
Ursprünglich besaß Cambridge ein gemeinsames Oberleitungsbusnetz mit der Nachbarstadt Boston, wo schon 1933 die ersten Oberleitungsbusse fuhren. Am 11. April 1936 wurde das Bostoner Netz über die Stadtgrenze hinweg nach Cambridge erweitert, weitere Strecken – auch innerhalb der Stadt Cambridge – folgten. Zwischen 1958 und 1963 wurde das umfangreiche Bostoner Oberleitungsbusnetz stillgelegt, während die Strecken in Cambridge erhalten blieben.
Seit 2004 besteht in Boston ein neues System. Dieser Oberleitungsbus Boston wird wiederum von der MBTA betrieben, hat jedoch keinerlei Verbindung zum verbliebenen Netz in Cambridge.
Am 12. März 2022 wurde der Oberleitungsbusbetrieb in Cambridge eingestellt. Die MBTA plant, ab ca. 2024 batteriebetriebene Elektrobusse einzusetzen, bis dahin werden die bisherigen Oberleitungsbuslinien mit Diesel-Omnibussen betrieben.

## Harvard Bus Tunnel
Eine örtliche Besonderheit ist der sogenannte Harvard Bus Tunnel unter dem Campus der Harvard University. Hierbei handelt es sich um einen circa 400 Meter langen ehemaligen Straßenbahntunnel, in dem heute Omnibusse und ehemals auch Oberleitungsbusse verkehren. In den Tunnel integriert ist auch die Umsteigestation Harvard im Bereich des Harvard Square, wo alle Oberleitungsbuslinien in Cambridge mit der ebenfalls zur MBTA gehörenden U-Bahn-Linie Red Line verknüpft waren. Weil dort auch ein Bussteig in Insellage bedient wird, besaßen alle Oberleitungsbusse einen zusätzlichen Einstieg auf der linken Seite.

## Linien
Die folgenden Linien wurden zuletzt elektrisch betrieben:
| 71  | Waterhouse Street & Massachusetts Avenue – Watertown Square Terminal        | HVZ alle 10 Minuten / NVZ alle 13 Minuten |
| 72  | Bennett Alley – Aberdeen Avenue & Mount Auburn Street                       | HVZ alle 20 Minuten / NVZ alle 30 Minuten |
| 73  | Waterhouse Street & Massachusetts Avenue – Church Street & Lexington Street | HVZ alle 05 Minuten / NVZ alle 13 Minuten |
| 77A | Harvard – Massachusetts Avenue & North Cambridge Carhouse Gate              | circa 20 mal täglich                      |

Bei der Linie 77A handelte es sich um eine spezielle Liniennummer für ins Depot einrückende beziehungsweise von dort kommende Oberleitungsbusse. De facto war die Linie 77A eine Kurzführung der Omnibuslinie 77 nach Arlington Heights, entsprechend waren die Fahrten der Linie 77A im Fahrplan der Linie 77 aufgeführt.

## Fahrzeuge
Der durchgehend niederflurige Fahrzeugpark des Oberleitungsbus Cambridge bestand zuletzt aus 28 Solowagen des Typs AN440LF-ETB mit den Betriebsnummern 4101 bis 4128, der Zusatz ETB steht dabei für Electric Trolley Bus. Sie wurden in den Jahren 2003 und 2004 von Neoplan USA hergestellt, als Zulieferer der elektrischen Ausrüstung fungierte Škoda.
Letzte Hochflurwagen waren die 50 im Jahr 1976 beschafften New-Flyer-Solowagen des Typs E800. Sie trugen die Nummern 4000 bis 4049 und waren bis 2008 im Einsatz.

## Galerie

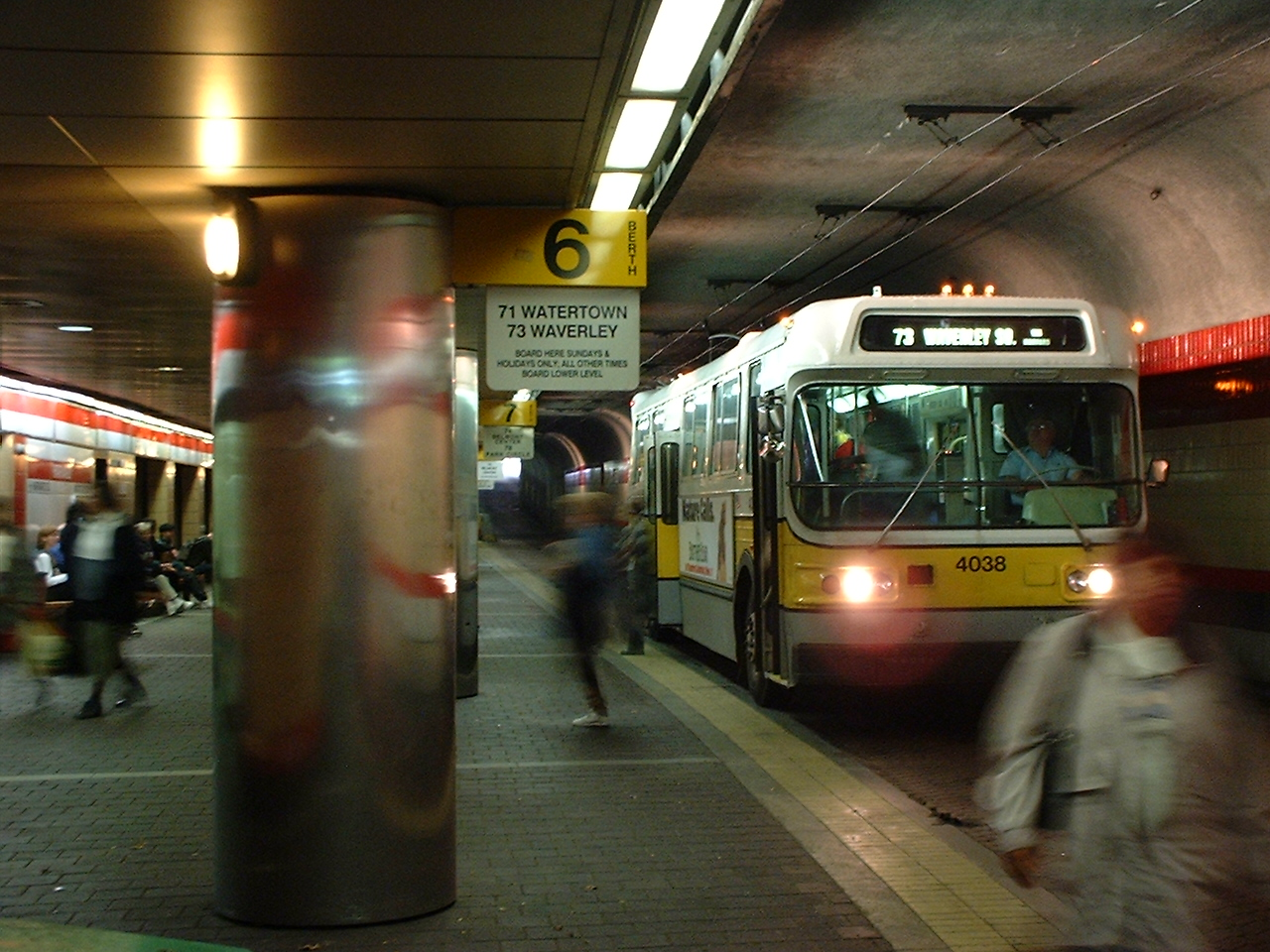
Die unterirdische Haltestelle Harvard
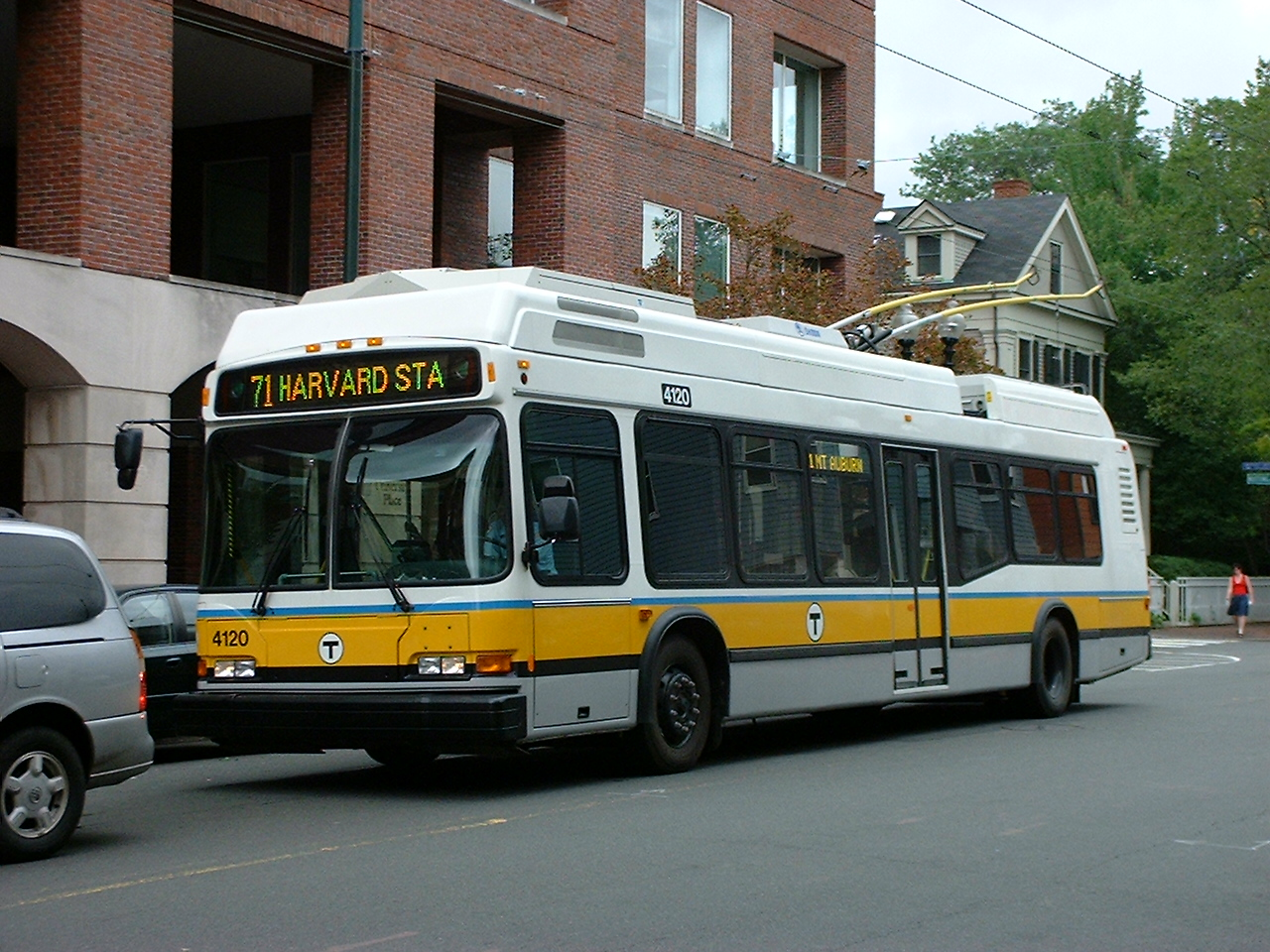
Wagen 4120 der letzten Fahrzeuggeneration im Einsatz auf der Linie 71, deutlich zu erkennen der zusätzliche linksseitige Einstieg für den Tunnelbetrieb
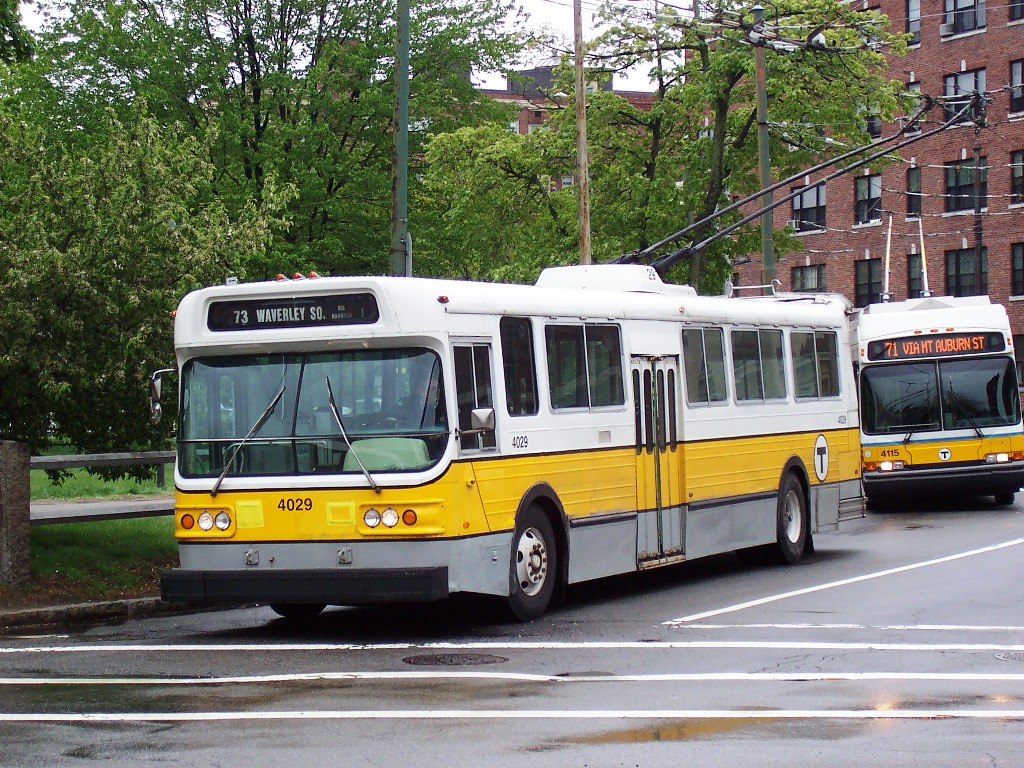
Wagen 4029 gehörte zur letzten hochflurigen Fahrzeuggeneration, hier 2006 auf Linie 73